# Besondere Kennzeichen: keine (1965)
Besondere Kennzeichen: keine (Originaltitel: Rysopis) ist ein polnischer Spielfilm in Schwarzweiß aus dem Jahr 1965 von Jerzy Skolimowski. Auch das Drehbuch hatte der Regisseur verfasst und dazu noch die männliche Hauptrolle gespielt. In der weiblichen Hauptrolle ist Elżbieta Czyżewska zu sehen. Zum ersten Mal ins Kino kam der Film am 18. November 1965 in Polen. In der Bundesrepublik Deutschland hatte er seine Premiere am 28. Juli 1969 im ZDF. Mit dem gleichnamigen Film der DEFA aus dem Jahr 1956 hat das hier beschriebene Werk nichts gemein.

## Handlung
Seit Jahren schon lebt Andrzej mit der Dekorateurin Theresa in einer mehr als schäbigen Wohnung zusammen. Während das Mädchen einer geregelten Arbeit nachgeht, verharrt der junge Mann in absoluter Passivität. Er kann sich nicht dazu entschließen, seine Studien an der Universität fortzusetzen, geschweige denn zum Abschluss zu bringen. Unschlüssig und ziellos lässt Andrzej sich stattdessen treiben, lebt er recht und schlecht von den bescheidenen Einkünften seiner Freundin. Obwohl Andrzej als Student vom Militärdienst befreit ist, steht er eines Tages wieder vor der Musterungskommission. Diese hält ihn für tauglich und erteilt ihm wegen seines abgebrochenen Studiums den Einberufungsbefehl. 
In den letzten Stunden vor der Abreise begegnet Andrzej verschiedenen Menschen; aber alle Begegnungen bleiben zufällig, belanglos oder episodenhaft. Das trifft auch auf die letzte Begegnung mit Theresa zu, die mit einer heftigen Auseinandersetzung endet. Andrzej läuft zum Bahnhof und erreicht gerade noch den Zug, der ihn in die Kaserne bringen wird.

## Kritiken
Der Evangelische Film-Beobachter fasst seine Meinung so zusammen: „Debütfilm mit stark autobiografischen Zügen. […] Aus zahlreichen Einzelbeobachtungen und scheinbar zufälligen Ereignissen entsteht das Bild eines unentschlossenen, unangepassten und jeder Bindung ausweichenden Studenten. Anspruchsvoller, aber auch schwer zugänglicher Film für Diskussionsgruppen.“
Das Lexikon des internationalen Films gelangt zu einer ähnlichen Einschätzung: „Die letzten Stunden eines 24jährigen Studenten vor seiner Einberufung zum Militär – das Protokoll einer Wartezeit, das zwar keine großen Ereignisse notiert, in der Summe kleiner Beobachtungen jedoch die Eigenheiten des Helden und das Milieu seiner Umgebung greifbar werden läßt. Skolimowskis erster abendfüllender Spielfilm ist autobiographisch getönt […] und schildert exakt die Empfindungen und Probleme der skeptischen jungen Generation im Polen der 60er Jahre.“

## Weblink
- Besondere Kennzeichen: keine bei IMDb